# میکو هوهتالا
میکو هوهتالا (فنلاندی: Mikko Huhtala؛ زادهٔ ۳۰ مارس ۱۹۵۲) کشتی‌گیر اهل فنلاند است.